# Круиз по империи
Круиз по империи (англ. The Empire Cruise) — кругосветное плавание специальной эскадры Великобритании с заходом в порты тех стран Британской империи, которые вместе сражались во время Первой мировой войны.

## История

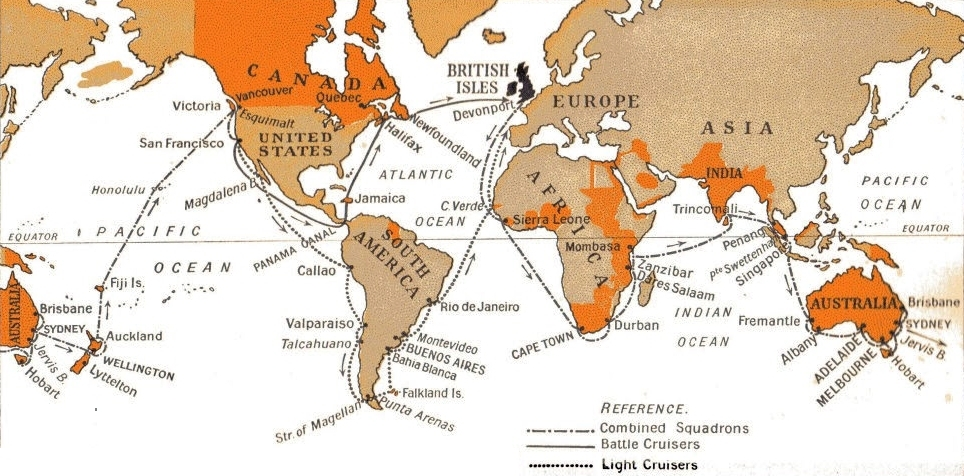
Маршрут круиза

Эскадра покинула город Девонпорт 27 ноября 1923 года и направилась в Сьерра-Леоне. Затем, пройдя Атлантический и Индийский океаны, из Тихого океана линейные крейсеры прошли через Панамский канал, а легкие крейсеры обогнули мыс Горн, и все вернулись в Великобританию.

### Состав эскадры
- Линейные крейсеры под командованием контр-адмирала сэра Фредерика Филда[англ.]:
  - HMS Hood (флагман круиза)
  - HMS Repulse

- Лёгкие крейсеры под командованием контр-адмирала сэра Хьюберта Бранда[англ.]:
  - HMS Danae
  - HMS Dauntless[англ.]
  - HMS Delhi[англ.]
  - HMS Dragon[англ.]
  - HMS Dunedin[англ.]
  - HMAS Adelaide[англ.]

### Порты прибытия
Первым портом, где была сделана остановка, был Фритаун, Сьерра-Леоне, где флот был встречен губернатором этой колонии. Проделанный путь составил 2805 миль. Затем корабли отплыли в Кейптаун, куда прибыли туда 22 декабря, добавив ещё 3252 мили к выполненному маршруту.
Посетив с коротким визитом Ист-Лондон и Дурбан, эскадра 6 января 1924 года покинула Южно-Африканский Союз и направилась на Занзибар. 17 января в порту Занзибара флот был встречен султаном Халифой ибн Харубом. Общее пройденное расстояние на этот момент составило 11 734 мили.
После этого были сделаны остановки в Момбасе (Кения), Дар-эс-Саламе (Танганьика), Тринкомали (Цейлон), после чего эскадра направилась на Дальний Восток.
4 февраля флот прибыл в малайский Порт-Кланг, где был произведён 17-пушечный салют в честь султана Малайи. Здесь впервые погиб один из членов команды — моряк умер от малярии и ему были организованы местные похороны.
10 февраля состоялось прибытие флота на важную британскую военно-морскую базу в Сингапуре.
В Австралии и Новой Зеландии военная эскадра заходила в Фримантл, Албани, Аделаиду, Мельбурн, Хобарт, Сидней, Литтелтон, Блафф, Данидин и Окленд.
После посещения Фиджи и Гонолулу флот направился на американский континент, разделившись на две части: линейные крейсеры направились в Северную Америку, а лёгкие крейсеры — в Южную. В Северной Америке корабли посетили Панаму и Ямайку; зашли в США (Сан-Франциско) и Канаду (Ванкувер, Галифакс, Квебек и Ньюфаундленд). В Южной Америке эскадра делала остановки в Перу, Чили (Вальпараисо, Талькауано, Пунта-Аренас) на Фолклендских островах, в Аргентине (Баия-Бланка, Буэнос-Айрес), Уругвае (Монтевидео) и Бразилии (Рио-де-Жанейро).
Покрыв расстояние почти 40 000 миль, флот вернулся 28 сентября 1924 года в Великобританию.